# Gerard Brandt

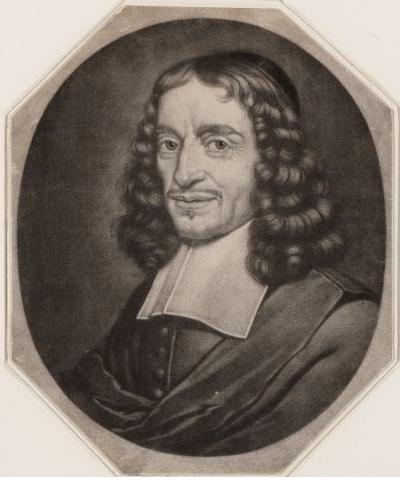
Gerard Brandt.

Gerard (även Geeraardt eller Geeraerdt) Brandt, född den 25 juli 1626 i Amsterdam, död där den 12 oktober 1685, var en nederländsk predikant, skald och historieskrivare. Han var far till Caspar, Gerard och Johannes Brandt.